# Paraklétos

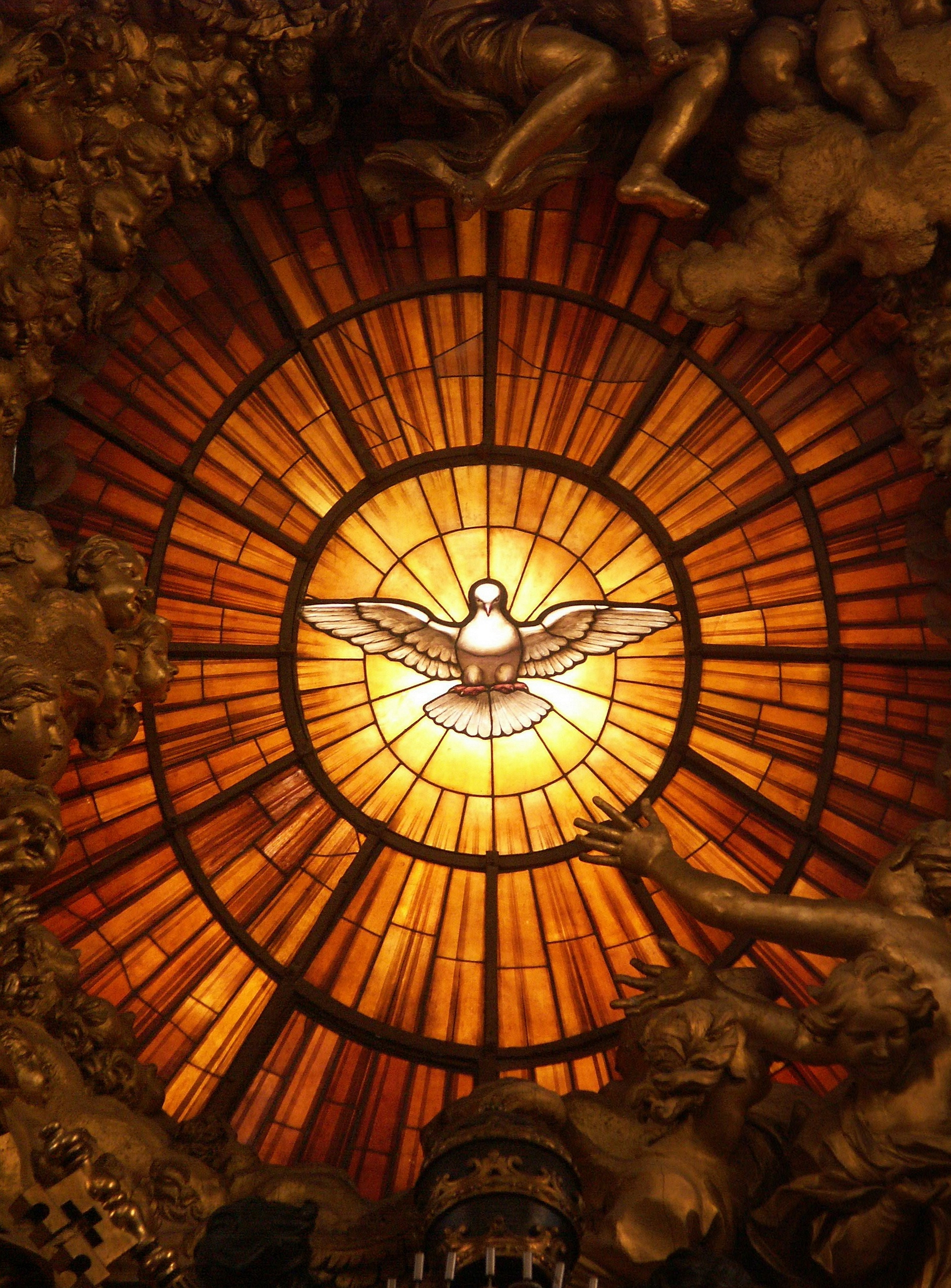
Duch svatý v bazilice svatého Petra ve Vatikánu

Paraklétos (latinsky paracletus, česky též paraklét) je řecké označení pro přímluvce, poradce, utěšitele, obhájce nebo pro toho, kdo je poblíž a pomáhá. V křesťanském kontextu označuje Ducha svatého.

## V křesťanství
Po seslání Ducha svatého ujistil Ježíš Kristus apoštoly, že se jedná o přímluvce a pomocníka, který je vždy s nimi. Jan 20, 10–23 (Kral, ČEP)